# Lubeck Challenger 1999
Il Lubeck Challenger 1999 è stato un torneo di tennis facente parte della categoria ATP Challenger Series nell'ambito dell'ATP Challenger Series 1999. Il torneo si è giocato a Lubecca in Germania dal 15 al 21 febbraio 1999 su campi in sintetico indoor.

## Vincitori

### Singolare
Axel Pretzsch ha battuto in finale  Michael Kohlmann con il punteggio di 7–6, 6–4

### Doppio
Patrick Sommer /  Franz Stauder hanno battuto in finale  Michael Kohlmann /  Filippo Veglio con il punteggio di 6–4, 7–5